# Blang Tho
Blang Tho is een bestuurslaag in het regentschap Pidie van de provincie Atjeh, Indonesië. Blang Tho telt 131 inwoners (volkstelling 2010).